# Бургер, Хануш
Хануш Бургер (чеш. Hanuš Burger), или Ганс Герберт Бургер (нем. Hans Herbert Burger), также известный как Ян Бургер (Jan Burger), под псевдонимом Ганс Герберт (Hans Herbert) и под кодовым именем Петр Градец (Petr Hradec) (4 июня 1909, Прага, Королевство Богемия — 13 ноября 1990, Мюнхен, ФРГ) — режиссёр театра, кино и телевидения, драматург, сценарист и писатель. Участник Второй мировой войны. Антифашист. Жил в Веймарской Германии, довоенной Чехословакии, США, ЧССР и ФРГ.

## Биография

### Детство и начало карьеры
Хануш Бургер родился в Праге в семье германизированных евреев. Его отец занимался оптовой торговлей кожгалантереей, мать была дочерью часового мастера из Невеклова. Через два года после образования Чехословакии, в 1920 году, семья переехала в Франкфурт-на-Майне, и в 1928 году Хануш Бургер окончил там школу. Отец желал, чтобы сын продолжил его дело, и отослал его в Вену учиться коммерции у одного знакомого, а затем — на обувную фабрику в пражских Высочанах. Хануш же, стремившийся заниматься искусством, попытался устроиться сценографом в Немецком театре в Праге. В театр его не приняли, однако дали рекомендацию для обучения в Мюнхене в классе иллюстрации и сценографии Эмиля Преториуса.
В 1930 году Бургер окончил курс и стал помощником режиссёра в Бременском драматическом театре (нем. Schauspielhaus, а на следующий год — режиссёром, драматургом (завлитом) и художником декораций в театре «Талия» в Гамбурге, объединённом тогда с Немецким драматическим театром. Участвовал в работе связанного с Коммунистической партией Германии Коллектива гамбургских актёров под руководством Герхарда Хинце (Герарда Хайнца). Его постановка «Наша раненая нога» (май 1932 года) сопровождалась протестами нацистских штурмовиков.
После этого, будучи евреем и обладателем левых политических взглядов, Бургер окончательно потерял возможность работать в Германии и переехал в Чехословакию.

### Творчество в довоенной Чехословакии
До 1936 года работал режиссёром, завлитом и сценографом Нового немецкого театра в Праге под руководством Пауля Эгера, где поставил, в частности, пьесы «Человеческий голос» Жана Кокто (нем. Geliebte Stimme, 1933) и «Бесси Бош» Йоханнеса Вюстена.
Однако и в этом театре Бургер испытывал трудности из-за своей репутации коммуниста. Параллельно он пытался организовать рабочий театр, в 1933—1934 годах участвовал в работе антифашистского политического кабаре «Студия-1934» Хедды Циннер, а также стал соучредителем и председателем клуба «Берт-Брехт».
10 февраля 1937 года в пражском авангардистском Освобождённом театре состоялась премьера антирасистской пьесы «Большое приключение Тома Сойера» (по Марку Твену), написанной Бургером и Стефаном Геймом (последний на премьере не присутствовал, так как к тому времени вынужден был эмигрировать); пьесу играли затем в Теплице-Шёнау и Вене.
Сотрудничая с театром «Урания», выполнял курьерские поручения Коммунистической партии Чехословакии, в частности, в 1935 году ездил в Берлин; по некоторым данным, тогда же стал членом партии. Кроме того, как журналист он сотрудничал с подпольной тогда газетой немецких коммунистов «Роте Фане» и с немецкой редакцией Пражского радио, был ответственным редактором германоязычного издания «Фольксиллюстриртен» (Volksillustrierten).
В 1937 году Бургер побывал в Австрии, где поставил несколько спектаклей в театре «Ан дер Вин» и в Йозефштадте.
По возвращении Бургера в Прагу американский журналист Герберт Кляйн предложил ему поучаствовать в создании документального фильма о росте влияния Судето-немецкой партии и о сопротивлении нацизму. Результатом их совместной работы стал фильм «Кризис», съёмки которого были завершены в мае 1938 года. Материалы для фильма были тайно переправлены в США через Австрию под названием «Богемские рощи и озёра». Фильм увидел свет в марте 1939-го и вошёл в десятку лучших фильмов года по мнению американских кинокритиков.

### Работа в США
В декабре 1938 года Бургер бежал из Чехословакии. Через Францию в январе 1939 года он добрался до США. Там в 1939—1940 годах он читал лекции по истории театра в школе Ли Страсберга. Кроме того, он продолжил заниматься кинопроизводством. Он стал соучредителем Ассоциации продюсеров документальных фильмов, в которую вошли такие режиссеры, как Роберт Флаэрти, Йорис Ивенс и Джозеф Лоузи. Сам Бургер снял ряд фильмов, в том числе полнометражную картину «Семена свободы» (1943) с Генри Халлом и Алин Макмагон — переработку «Броненосца „Потемкин“» Эйзенштейна с добавлением кадров обороны Одессы 1941 года. По сценарию, который написал Альберт Мальц, командир восставших на броненосце доживает до Второй мировой и организует сопротивление горожан нацистам. В числе его короткометражек этого периода — музыкальный фильм «Сон о буги-вуги» с Линой Хорн, Альбертом Аммонсом, Питом Джонсоном и оркестром Тедди Уилсона (вышел в прокат в 1944 году).
Наконец, под впечатлением от развития телевидения Бургер начал разрабатывать эстетическую теорию новых медиа и в 1939 году опубликовал серию статей на эту тему в журнале Theatre Arts Monthly. Высказанная им идея постановки телеспектаклей привлекла внимание телекомпании Си-би-эс, однако проект был свёрнут из-за начавшейся войны.

### Вторая мировая: «1212» и «Мельницы смерти»
В 1942 году поступил в вооружённые силы США. Проходил подготовку в лагере «Ритчи». Там он взял на себя роль режиссёра учебного театра и снял учебный фильм «Убей или будь убитым». По воспоминаниям дочери, Бургер считал, что сталкивался в армии с дискриминацией из-за своих политических взглядов и еврейского происхождения. В итоге он всё же был зачислен в отряд пропаганды и психологической войны 12-й группы армий, который в 1944 году занялся изданием пропагандистских газет на немецком, а также допросами пленных. Осенью 1944 года Бургер был завербован Управлением стратегических служб и вошёл в состав 2-й мобильной радиороты, в составе которой проводил операцию «Анни» — обеспечивал работу передатчика «1212», американской радиостанции, вещавшей ночью на волне люксембургского радио под видом сепаратистского радио и использовавшейся для подрыва боевого духа противника; Бургер был режиссёром трансляций.
По окончании войны Бургер устроился в Управление военной информации США, где ему было поручено снять для немецкой аудитории документальный фильм о концлагерях. Первоначальный замысел Бургера о большом сюжетном документальном фильме воплощён в жизнь не был, итогом редактирования материала по указаниям лондонского бюро Управления военной информации и под руководством знаменитого Билли Уайлдера стал двадцатиминутный фильм «Мельницы смерти» (1945). По воспоминаниям Бургера, изменение концепции фильма Уайлдер объяснил так: «Мы не можем позволить себе оскорблять чувства наших будущих союзников». Историю своей работы с передатчиком «1212» и съёмок «Мельниц смерти» Бургер в беллетризованной форме описал в романе «1212 передаёт» (1965).

### Послевоенная карьера в Америке
По возвращении в США считался «преждевременным антифашистом» (то есть симпатизирующим коммунистам) и некоторое время испытывал трудности с поиском работы. Однако в феврале 1946 года он возглавил киностудию телеканала Си-би-эс, которая под его началом выпустила первый цветной телефильм. В условиях разворачивающейся «холодной войны», будучи заподозренным в работе на Советский Союз, он перешёл на работу в ООН по приглашению руководителя отдела визуальной информации, французского кинематографиста Жана Бенуа-Леви. Бургер занялся продюсированием документальных фильмов, разработал концепцию наднациональной кинопрограммы на тему мирного сотрудничества народов с участием кинематографистов всего мира. Сам снял два фильма: «Расчищая путь» (о строительстве здания ООН глазами детьми из трущоб) и «Знание — сила» (о борьбе с неграмотностью в Мексике). Утверждается также, что он принимал участие в выпуске получившего «Оскар» фильма «Первые шаги» (1947).
Затем Бургер, по его воспоминаниям, планировал выпустить фильм об экспансии американского капитала в Латинской Америке. Однако в США началась эпоха маккартизма; он был вызван в Комиссию по расследованию антиамериканской деятельности, а его коллега Альберт Мальц был приговорён к году тюрьмы. В 1950 году Бургер принял решение переехать в Прагу.

### Работа в социалистической Чехословакии и ГДР. Эмиграция в ФРГ
В сталинистской ЧССР американского офицера и гражданина (Бургер получил гражданство США в 1944 году) встретили с подозрением. Некоторое время он работал в еженедельной кинохронике на студии короткометражных фильмов, несколько раз его увольняли, но затем восстанавливали на работе. Он также писал для пражского немецкого издания «Ауфбау унд фриден» (Aufbau und Frieden, позднее — «Дойче фольксцайтунг», Deutsche Volkszeitung). Со временем стал режиссёром, а затем, в 1961 году, и главным режиссёром Чехословацкого молодежного телевидения. В 1961 году Бургер снял свой первый полнометражный детский фильм «Ледяное море зовёт» (по книге Греты Вайскопф о реакции пражских детей на экспедицию челюскинцев). В 1965 году на студии DEFA он снял фильм «Ничего, кроме греха» (по «Двенадцатой ночи» Шекспира).
Бургер много работал и в театре. В частности, плодотворное сотрудничество началось с восточноберлинским детско-юношеским Театром дружбы Ильзы Роденберг. Там вновь был поставлен спектакль «Большое приключение Тома Сойера». Он пользовался большим успехом и был показан шесть с половиной тысяч раз. Заметного успеха добилась и пьеса Бургера «Ла Фарола» о кубинских революционерах: она была показана почти тысячу раз в ГДР и за её пределами, в том числе на югославском телевидении.
«Пражскую весну» 1968 года Бургер воспринял с большим энтузиазмом и подписал манифест «Две тысячи слов». После подавления «пражской весны» бежал в Западную Германию. Бургер обосновался в Мюнхене, но немецкого гражданства не получил и был объектом пристального внимания местной полиции. Работал сценаристом на телевидении (в частности, написал сценарий для одной из ранних серий «Места преступления») и режиссёром в небольших театрах. В 1977 году опубликовал автобиографическую книгу «Весна того стоила». К 9 мая 1983 года снял телефильм «Секретный передатчик 1212» для канала ZDF.

### Личная жизнь
Хануш Бургер был дважды женат. Первый брак продлился с 1940 по 1947 год. Познакомился со второй женой, Аннетт Розе Рихтер, в 1945 году на премьере фильма «Мельницы смерти», в 1947 году они вступили в брак. Аннетт умерла в 1973 году в Мюнхене. Дочь Яна Бургерова (р. 1950) — психотерапевт, живёт в Дахау.
Последние годы жизни Бургер провёл в доме престарелых, тяжело болел диабетом.

## Избранные театральные постановки и сценарии
- май 1932 — Наша раненая нога. Ограниченное по времени ревю в трёх частях. По пьесе Яна Мангельса Пригге. Коллектив гамбургских актёров на сцене Гамбургской народной оперы. (нем. Unser Schaden am Bein. Zeitkritische Revue in drei Teilen. Nach einem Stück von J. M. Prigge, Regie: Hans Burger, Kollektiv Hamburger Schauspieler, Gastspiel in der Volksoper Hamburg, Mai 1932.)
- 1933 — Жан Кокто. Человеческий голос (Geliebte Stimme). Новый немецкий театр (Прага).
- февраль 1937 — Большое приключение Тома Сойера (Tom Sawyers grosses Abenteuer). Совместно со Стефаном Геймом, по Марку Твену. Освобождённый театр (Прага).
- 1954 — Большое приключение Тома Сойера (Tom Sawyers grosses Abenteuer). Совместно со Стефаном Геймом, по Марку Твену. Режиссёр Йозеф Штаудер[нем.]. Театр дружбы (Берлин).
- 1954 — Большое приключение Тома Сойера. Совместно со Стефаном Геймом, по Марку Твену. Режиссёр Хануш Бургер. Театр дружбы (Берлин).
- 1962 — Большое приключение Тома Сойера. Аудиоспектакль. Сценарий Хануша Бургера и Стефана Гейма. Режиссёр Хайнер Мёбиус.
- 1964 — Ла Фарола (La Farola). Режиссёр Курт Рабе. Театр дружбы (Берлин).
- 1965 — Мольер. Проделки Скапена ( Die Gaunerstreiche des Scapin). Режиссёр Хануш Бургер. Театр дружбы (Берлин).
- 1966 — Хайнц Калау. Сказка о трамвае Терезе (Das Märchen von der Straßenbahn Therese). Режиссёр Хануш Бургер. Театр дружбы (Берлин).

## Книги
- Burger H. 1212 Sendet. Tatsachenroman. — Berlin: Deutscher Militärverlag, 1965.
  - Бургер Х. 1212 передает. — М.: Воениздат, 1968. — 280 с. — 100 000 экз.
  - Бургер Х. «1212» передает. — М.: Вече, 2008. — 352 с. — ISBN 978-5-9533-3514-0.
- Burger H. Der Frühling war es wert. Autobiographie. — München: Bertelsmann, 1977. — 398 p. — ISBN 3570005984.
  - Burger H. Der Frühling war es wert. Autobiographie. — Berlin: Ullstein, 1981. — 399 p. — ISBN 3548201164.

## Фильмография
- 1934 — Адъютант его превосходительства (Der Adjutant seiner Hoheit). Чехословакия. Сценарист. Х/ф.
- 1939 — Кризис (Crisis). США. Сценарист, сорежиссёр совместно с Гербертом Кляйном и Александром Хэкеншмидом. Д/ф.
- 1940 — Портрет библиотеки (Portrait of a Library). США. Сценарист, режиссёр. Д/ф.
- 1942 — Это случилось здесь (It Happened Here). США. Режиссёр. Д/ф.
- 1942 — Образование для завтрашнего дня (Education for Tomorrow). США. Режиссёр. Д/ф.
- 1943 — Семена свободы (Seeds of Freedom). США. Режиссёр. Х/ф.
- 1944 — Сон о буги-вуги (Boogie-Woogie dream). США. Режиссёр. Музыкальный фильм.
- 1944 — Убей или будь убитым (Kill or be killed). США. Режиссёр. Учебный фильм.
- 1945 — Мельницы смерти (Die Todesmühlen). Американская зона оккупации Германии. Сценарист, режиссёр (под редакцией Билли Уайлдера). Д/ф.
- 1947 — Расчищая путь (Clearing the way). США. Сценарист, режиссёр. Д/ф.
- 1948 — Знание — сила (Saber es poder). Мексика. Сценарист, сорежиссёр. Д/ф.
- 1948 — Блюз буги-вуги (Boogie Woogie Blues). США. Режиссёр.
- 1951 — Кооператоры из Побежовице (Družstevníci z Poběžovic). Чехословакия. Режиссёр. Д/ф.
- 1952 — День в детском саду (Den v mateřské škole). Чехословакия. Режиссёр. Д/ф.
- 1953 — Пожары (Hoří). Чехословакия. Режиссёр. Д/ф.
- 1953 — Встреча (Setkání). Чехословакия. Режиссёр. Д/ф.
- 1953 — Песня о дороге (Píseň o silnici). Чехословакия. Режиссёр. Учебный фильм.
- 1954 — Воскресное свидание (Nedělní dostaveníčko). Чехословакия. Режиссёр. Учебный фильм.
- 1955 — Спортсмен и врач (Sportovec a lékař). Чехословакия. Режиссёр. Д/ф.
- 1955 — Выход (Východisko). Чехословакия. Режиссёр. Учебный фильм.
- 1955 — Работа через учёбу (Hrou ku práci). Чехословакия. Режиссёр. Д/ф.
- 1956 — Секреты кабинета (Tajemství kabinetu). Чехословакия. Режиссёр. Д/ф.
- 1956 — Берегись, еду!.. (Pozor, jedu…!). Чехословакия. Режиссёр. Учебный фильм.
- 1957 — Банда не предаст?.. (Parta nezradí…?). Чехословакия. Режиссёр.
- 1958 — Номер 93 не вернётся (Číslo 93 se nevrátí). Чехословакия. Сценарист, режиссёр.
- 1959 — Доверие (Důvěra). Чехословакия. Режиссёр. Учебный фильм.
- 1961 — Ледяное море зовёт (Ledové moře volá). Чехословакия. Режиссёр. Х/ф.
- 1962 — Шалун Лукойе (Šibal Zavřiočko). По произведениям Ганса-Христиана Андерсена. Чехословакия. Режиссёр. Телефильм.
- 1962 — Сказка про кошку (Pohádka pro kočku). По Карелу Чапеку. Чехословакия. Режиссёр. Телефильм.
- 1965 — Ничего, кроме греха (Nichts als Sünde). По мотивам «Двенадцатой ночи» Уильяма Шекспира. ГДР. Соавтор сценария, режиссёр. Музыкальный фильм.
- 1968 — Речь идёт о миллионе (Jde o milión). По пьесе Норманна Бараша и Карелл Мур. Чехословакия. Сорежиссёр. Телефильм.
- 1971 — Лерхенпарк. Современные истории из города-спутника (Lerchenpark — Moderne Geschichten aus einer Satellitenstadt). ФРГ. Сорежиссёр. Телесериал.
- 1976 — Место встречи. Серия 64: «Фортуна III» (Tatort: Fortuna III Tatort-Folge 064). ФРГ. Сценарист. Телесериал.
- 1983 — Секретный передатчик 1212 (Geheimsender 1212). ФРГ. Телефильм.